# Hindustan Ambassador
Der Hindustan Ambassador („Amby“) des Automobilherstellers Hindustan Motors wurde in Indien von 1958 bis 2014 nach der Vorlage des Morris Oxford Series III in Lizenz gebaut und war dort in allen Schichten der Bevölkerung ein sehr populäres Fahrzeug.

## Beschreibung
Die viertürige Limousine verfügt über eine große Bodenfreiheit. Bis zu fünf Benzin- und Dieselmotoren, zum Teil von Isuzu zugeliefert, standen zur Wahl, unter anderem ein 1,5-l-Saugdiesel mit 38 PS (28 kW) wie auch ein 75 PS (55 kW) starker Ottomotor, wahlweise für den Betrieb mit Erdgas oder Flüssiggas umrüstbar.
Charakteristische Merkmale des Ambassador sind:
- Doppelquerlenkerachse vorne, mit Stabilisator und Drehstabfederung
- Starrachse an Blattfedern hinten
- Scheibenbremsen vorne, Trommelbremsen hinten
- Hinterradantrieb
- Schaltgetriebe mit 5 Gängen

Zuletzt war der Ambassador auch mit Klimaanlage, elektrischen Fensterhebern und MP3-Player lieferbar.
Im Mai 2014 wurde die Produktion eingestellt. Am 11. Februar 2017 erwarb Peugeot für 12 Millionen Euro die Rechte an der Automarke Ambassador.

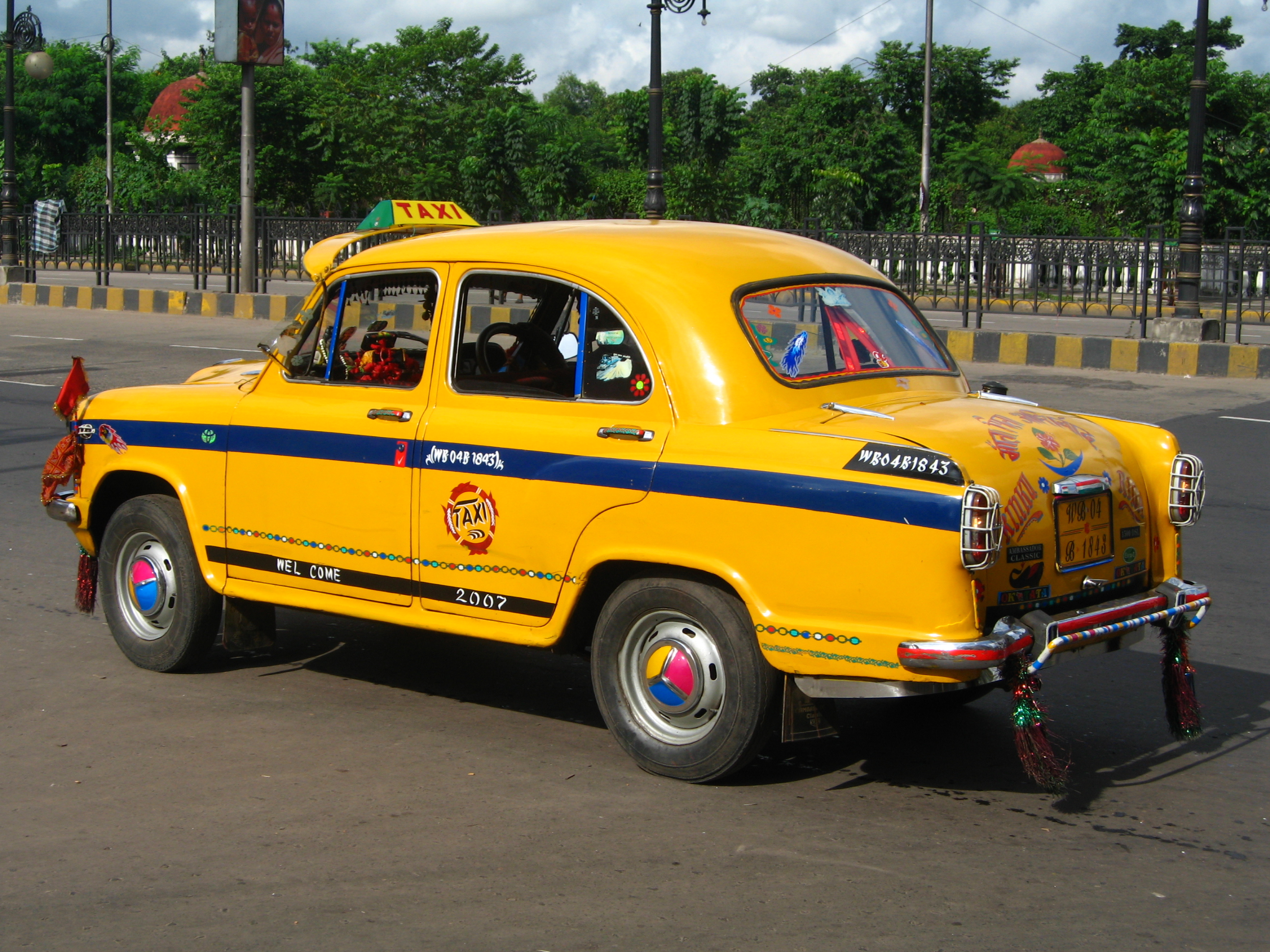
Hindustan Ambassador Classic bei Kolkata

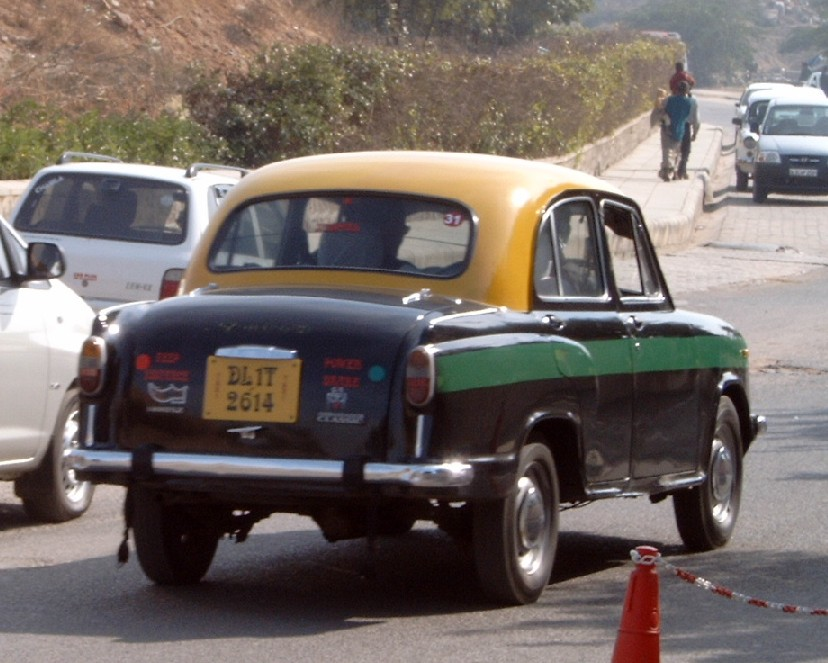
Hindustan Ambassador bei Delhi von hinten

## Sonstiges
Der Journalist und Schriftsteller Alexander von Schönburg erwähnt in seinem Buch Die Kunst des stilvollen Verarmens einen gebrauchten Hindustan Ambassador, den es nach Bonn verschlagen hatte, wegen seiner Exotik als Paradebeispiel eines Wagens für jemanden „mit wenig Geld und exquisitem Autogeschmack“.
| Technische Daten Hindustan Ambassador (1969/2006) | Technische Daten Hindustan Ambassador (1969/2006) | Technische Daten Hindustan Ambassador (1969/2006) | Technische Daten Hindustan Ambassador (1969/2006) | Technische Daten Hindustan Ambassador (1969/2006) |
| Hindustan Ambassador                              | Mk.II (1969)                                      | 1.8 (2006)                                        | 1.5 Diesel (2006)                                 | 2.0 Diesel (2006)                                 |
| ------------------------------------------------- | ------------------------------------------------- | ------------------------------------------------- | ------------------------------------------------- | ------------------------------------------------- |
| Motor:                                            | 4-Zylinder-Reihenmotor (Viertakt)                 | 4-Zylinder-Reihenmotor (Viertakt)                 | 4-Zylinder-Reihenmotor (Viertakt)                 | 4-Zylinder-Reihenmotor (Viertakt)                 |
| Hubraum:                                          | 1489 cm³                                          | 1817 cm³                                          | 1489 cm³                                          | 1995 cm³                                          |
| Bohrung × Hub:                                    | 73 × 88,9 mm                                      | 84 × 82 mm                                        | 73 × 88,9 mm                                      | 84 × 90 mm                                        |
| Leistung bei 1/min:                               | 34 kW (46,5 PS) bei 4200                          | 55 kW (75 PS) bei 5000                            | 28 kW (38 PS) bei 4000                            | 41 kW (56 PS) bei 4000                            |
| Max. Drehmoment bei 1/min:                        | 91 Nm bei 3000                                    | 135 Nm bei 3000                                   | 83 Nm bei 2250                                    | 112 Nm bei 2500                                   |
| Verdichtung:                                      | 7,2:1                                             | 8,5:1                                             | 23:1                                              | 21:1                                              |
| Gemischaufbereitung:                              | 1 Fallstromvergaser SU                            | Elektr. Einspritzung                              | Diesel-Einspritzpumpe                             | Diesel-Einspritzpumpe                             |
| Ventilsteuerung:                                  | OHV, Kette                                        | OHC, Kette                                        | n. a.                                             | OHC, Zahnriemen                                   |
| Kühlung:                                          | Wasserkühlung                                     | Wasserkühlung                                     | Wasserkühlung                                     | Wasserkühlung                                     |
| Getriebe:                                         | Vierganggetriebe Hinterradantrieb                 | Fünfganggetriebe Hinterradantrieb                 | Vierganggetriebe Hinterradantrieb                 | Fünfganggetriebe Hinterradantrieb                 |
| Radaufhängung vorn:                               | Dreiecklenker, Torsionsstäbe                      | Dreiecklenker, Torsionsstäbe                      | Dreiecklenker, Torsionsstäbe                      | Dreiecklenker, Torsionsstäbe                      |
| Radaufhängung hinten:                             | Starrachse, halbelliptische Blattfedern           | Starrachse, halbelliptische Blattfedern           | Starrachse, halbelliptische Blattfedern           | Starrachse, halbelliptische Blattfedern           |
| Bremsen:                                          | Trommelbremsen rundum                             | Trommelbremsen rundum, a.w. Scheibenbremsen vorne | Trommelbremsen rundum, a.w. Scheibenbremsen vorne | Trommelbremsen rundum, a.w. Scheibenbremsen vorne |
| Lenkung:                                          | Zahnstangenlenkung                                | Zahnstangenlenkung, a.W. Servo                    | Zahnstangenlenkung, a.W. Servo                    | Zahnstangenlenkung, a.W. Servo                    |
| Karosserie:                                       | Stahlblech, selbsttragend                         | Stahlblech, selbsttragend                         | Stahlblech, selbsttragend                         | Stahlblech, selbsttragend                         |
| Spurweite vorn/hinten:                            | 1360/1350 mm                                      | 1360/1350 mm                                      | 1360/1350 mm                                      | 1360/1350 mm                                      |
| Radstand:                                         | 2460 mm                                           | 2460 mm                                           | 2460 mm                                           | 2460 mm                                           |
| Abmessungen:                                      | 4360 × 1650 × 1600 mm                             | 4325 × 1620–1660 × 1595 mm                        | 4325 × 1620–1660 × 1595 mm                        | 4325 × 1620–1660 × 1595 mm                        |
| Leergewicht:                                      | 1120 kg                                           | 1105 kg                                           | 1200 kg                                           | 1200 kg                                           |
| Höchstgeschwindigkeit:                            | 119,5 km/h                                        | 140 km/h                                          | 100+ km/h                                         | 120+ km/h                                         |
| 0–100 km/h:                                       | n. a.                                             | n. a.                                             | n. a.                                             | n. a.                                             |
| Verbrauch (Liter/100 Kilometer):                  | 10,5–11,3 N                                       | 7–10 N                                            | 6–9 D                                             | 7–10 D                                            |